# El agujero en la pared
 El agujero en la pared es una película filmada en colores de Argentina dirigida por David José Kohon sobre su propio guion que se estrenó el 3 de junio de 1982 y que tuvo como protagonistas a Alfredo Alcón, Mario Alarcón, María Noel, Walter Santa Ana y Virginia Romay. Fue el último filme dirigido por Kohon, quien falleció en 2004.

## Sinopsis
La película mezcla la leyenda del Fausto con la realidad política argentina de la época. En ella, la vida del protagonista Bruno Sánchez, representado por Alfredo Alcón, un hombre de mediana edad que vive con su madre y no se atreve a hablarle a su vecina de la que está enamorado, se ve envuelta en una serie de peripecias a partir de conocer a Mefi, un extraño personaje representado con Mario Alarcón.

## Reparto
Intervinieron en el filme los siguientes intérpretes:
- Alfredo Alcón
- Mario Alarcón …El Demonio
- María Noel
- Walter Santa Ana
- Virginia Romay
- David Tonelli
- Juan Carlos Chávez
- Ingrid Pelicori
- Manuel Callau
- Luis Linares
- Oscar Roy

## Comentarios
La Prensa en su crítica sobre la película dice que hay:

“elementos que hacen poco clara la lectura del film.”

El crítico Hugo Paredero escribió en la revista Humor que:

“asusta la carencia de emoción que hay en el film.”

Por su parte Manrupe y Portela opinaron:

”Pese a arrastrar algunos recursos formales de la década del ´60, un film interesante en su aproximación al eterno tema del pacto satánico.”